# 江部乙駅
江部乙駅（えべおつえき）は、北海道滝川市江部乙町西12丁目にある北海道旅客鉄道（JR北海道）函館本線の駅である。駅番号はA22。電報略号はエオ。事務管理コードは▲120101。当駅より旭川方面は旭川支社の管轄となる。

## 歴史

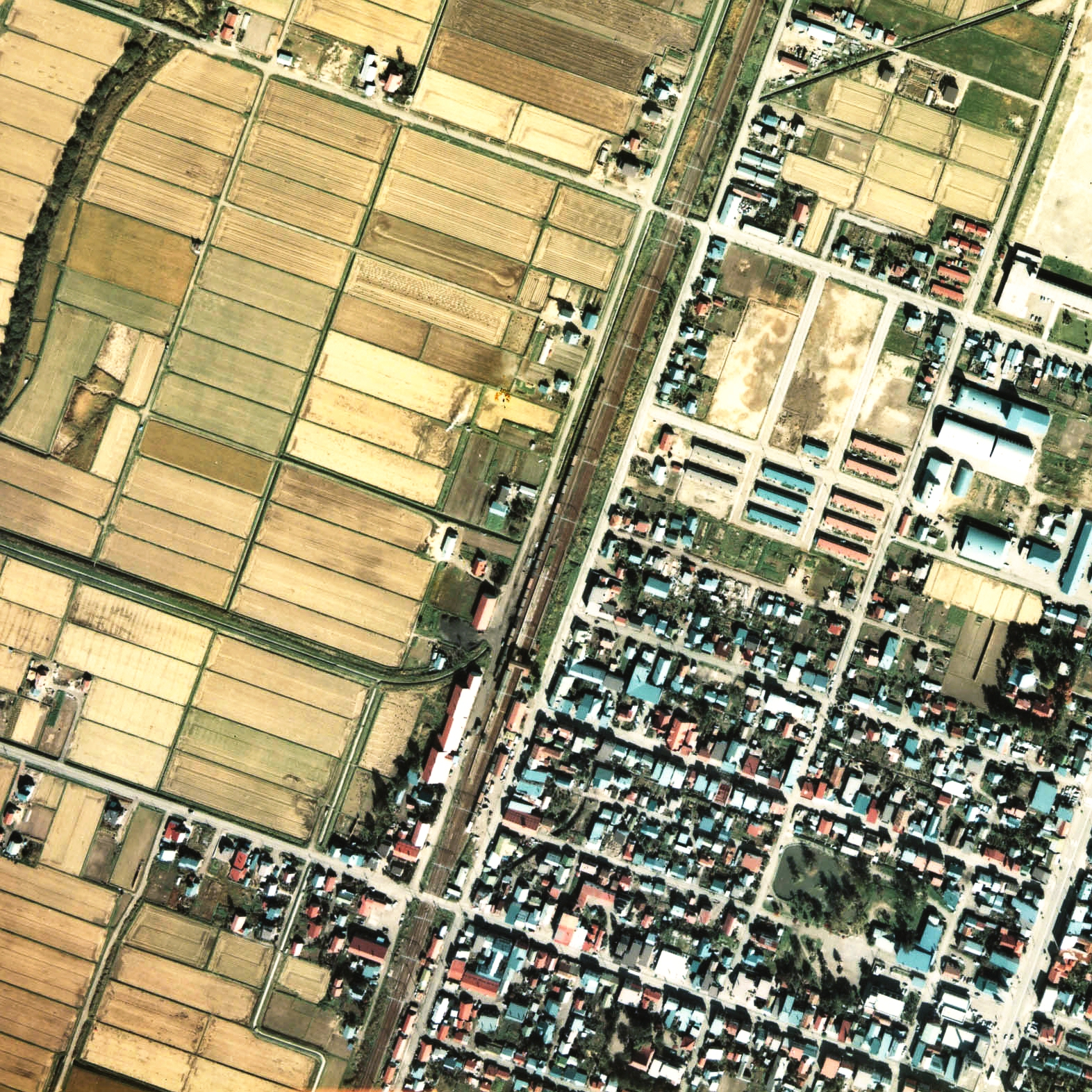
1977年の江部乙駅と周囲750m範囲。上が旭川方面。

- 1898年（明治31年）7月16日：北海道官設鉄道の駅として開業。一般駅[1]。当時の駅は滝川駅から4M63C、約7.7kmの地点に所在した[3]。
- 1901年（明治34年）：周囲が泥炭地で農業や家屋の建設に適さず、発展が見込めなかったため現在地（函館起点378.2km地点）に移転[3]。
- 1905年（明治38年）4月1日：官設鉄道（国有鉄道）に移管[1]。
- 1926年（大正15年）2月：駅舎老朽化に伴いわずかに北方に移して改築（3代目駅舎）、木造跨線橋設置[3]。
- 1952年（昭和27年）10月：新駅舎（4代目駅舎）の建築着手[3]。
  - 第二次大戦終戦後の江部乙町（当時）の人口増加により、既存の3代目駅舎・跨線橋が狭く危険であるとして関係各所から改築の請願が出されていた[3]。
- 1953年（昭和28年）
  - 2月10日：4代目駅舎（現駅舎）での業務を開始[3]。
  - 2月27日：4代目駅舎（現駅舎）竣工[3]。
- 1954年（昭和29年）9月26日：台風15号（洞爺丸台風）により跨線橋崩壊[3]。
- 1955年（昭和30年）2月1日：鉄筋コンクリート製の新跨線橋が完成[3]。
- 1964年（昭和39年）7月：翌月にかけ下りホーム増設及び跨線橋拡張[3]。
- 1966年（昭和41年）
  - 4月：同月より複線化準備のため転轍機・信号機の移設を開始[3]。
  - 9月29日：当駅の滝川方に所在した深沢信号場から当駅までを複線化[3]。
- 1969年（昭和44年）10月1日：滝川駅 - 旭川駅間電化に伴い急行「かむい」1往復の停車を開始[3]。
- 1982年（昭和57年）11月15日：貨物扱い廃止[1]。
- 1984年（昭和59年）
  - 2月1日：荷物扱い廃止[1]。
  - 11月10日：営業無人化[4]。以後運転要員のみ配置（出札業務は継続）。
- 1987年（昭和62年）4月1日：国鉄分割民営化により、北海道旅客鉄道（JR北海道）の駅となる[1]。
- 1997年（平成9年）12月19日：運転業務無人化、出札業務は簡易委託で継続。
- 2001年（平成13年）2月4日：18時05分ごろ、下り特急が分岐器凍結のために立ち往生し除雪作業員が作業していたところ、上り特急「ライラック」22号にはねられて2名が死亡する事故が発生[5]。
- 2003年（平成15年）4月1日：簡易委託廃止、無人化。
- 2018年（平成30年）3月17日：同日のダイヤ改正により平日のみ運転されていた当駅発着列車を廃止[6][注釈 1]。
- 2024年（令和6年）3月16日：ICカード「Kitaca」の利用が可能となる[7][8][9]。

### 駅名の由来
所在地名より。アイヌ語に由来し、アイヌ語の「ユペオッ（yupe-ot）」（チョウザメ・たくさんいる）、あるいは「イペオチ（ipe-ot-i）」〔魚が・多く・いるところ（サケの多くいる所）〕からとされる。

## 駅構造
2面3線の単式・相対式ホームを持つ駅。互いのホームは跨線橋で連絡している。
無人駅（深川駅管理）。以前は有人駅であったが、その後簡易委託へ変更後に窓口業務を全て廃止しており、駅舎内には現在も閉鎖された出札窓口が残されている。出改札業務など利用客の応対を行う駅員はいないものの、旧事務室は冬季間に駅構内の除雪作業などを行う職員が詰所として利用している。

### のりば
| 番線 | 路線      | 方向 | 行先             |
| ---- | --------- | ---- | ---------------- |
| 1    | ■函館本線 | 上り | 滝川・岩見沢方面 |
| 2    | ■函館本線 | -    | （上下待避線）   |
| 3    | ■函館本線 | 下り | 旭川方面         |

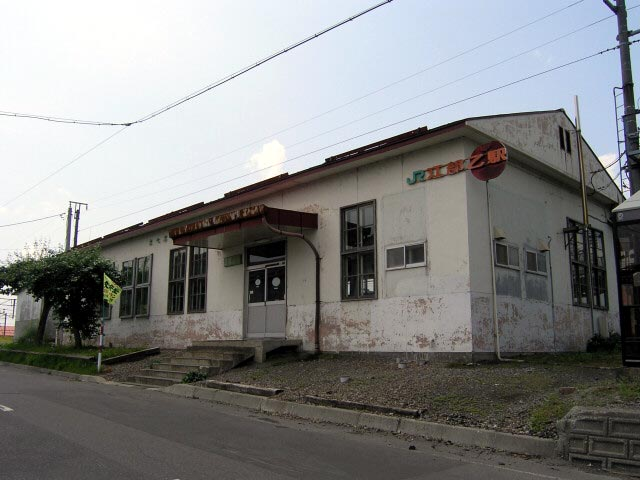
塗装変更前の駅舎（2004年7月）
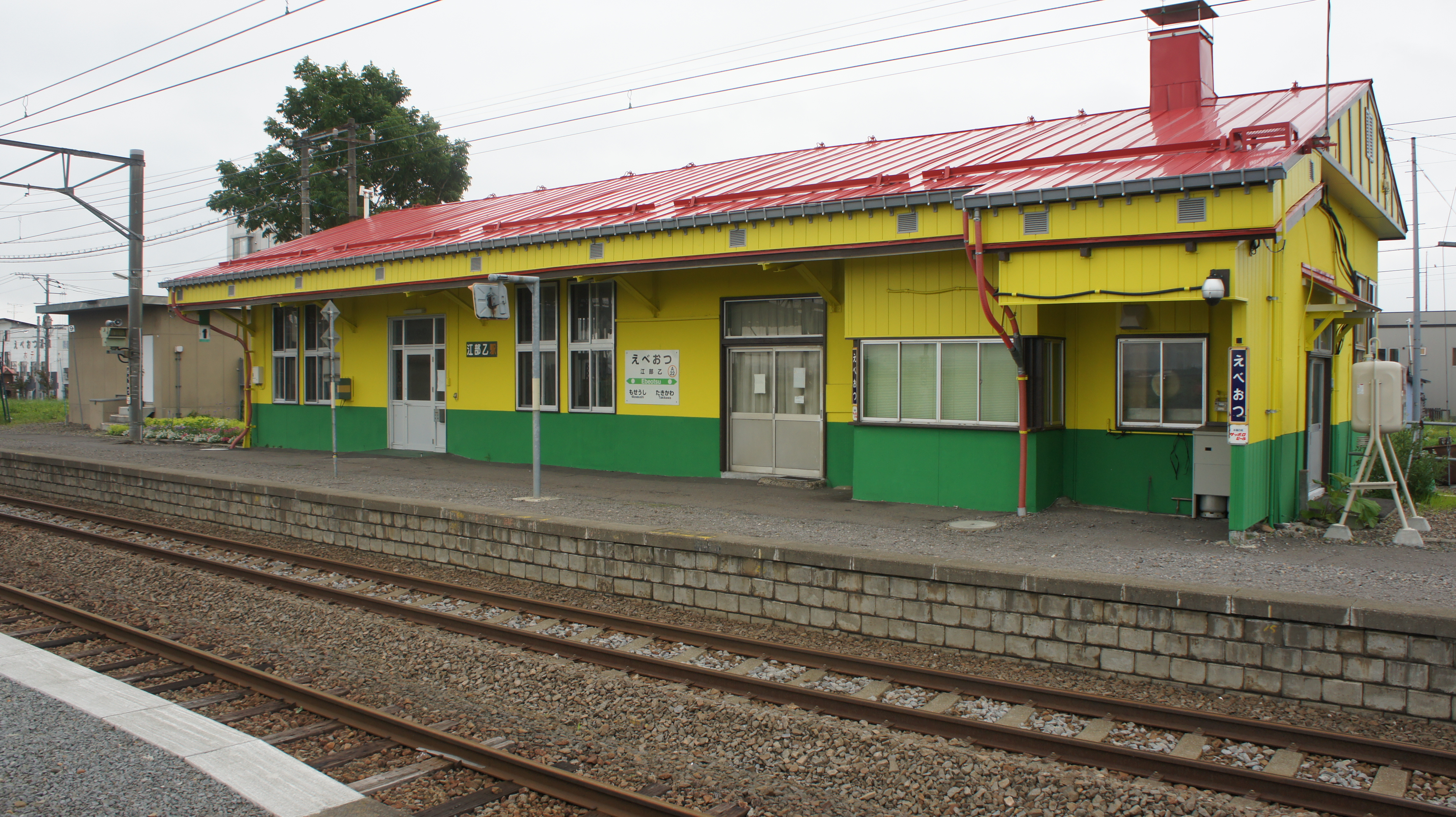
ホームから駅舎を望む （2017年7月）
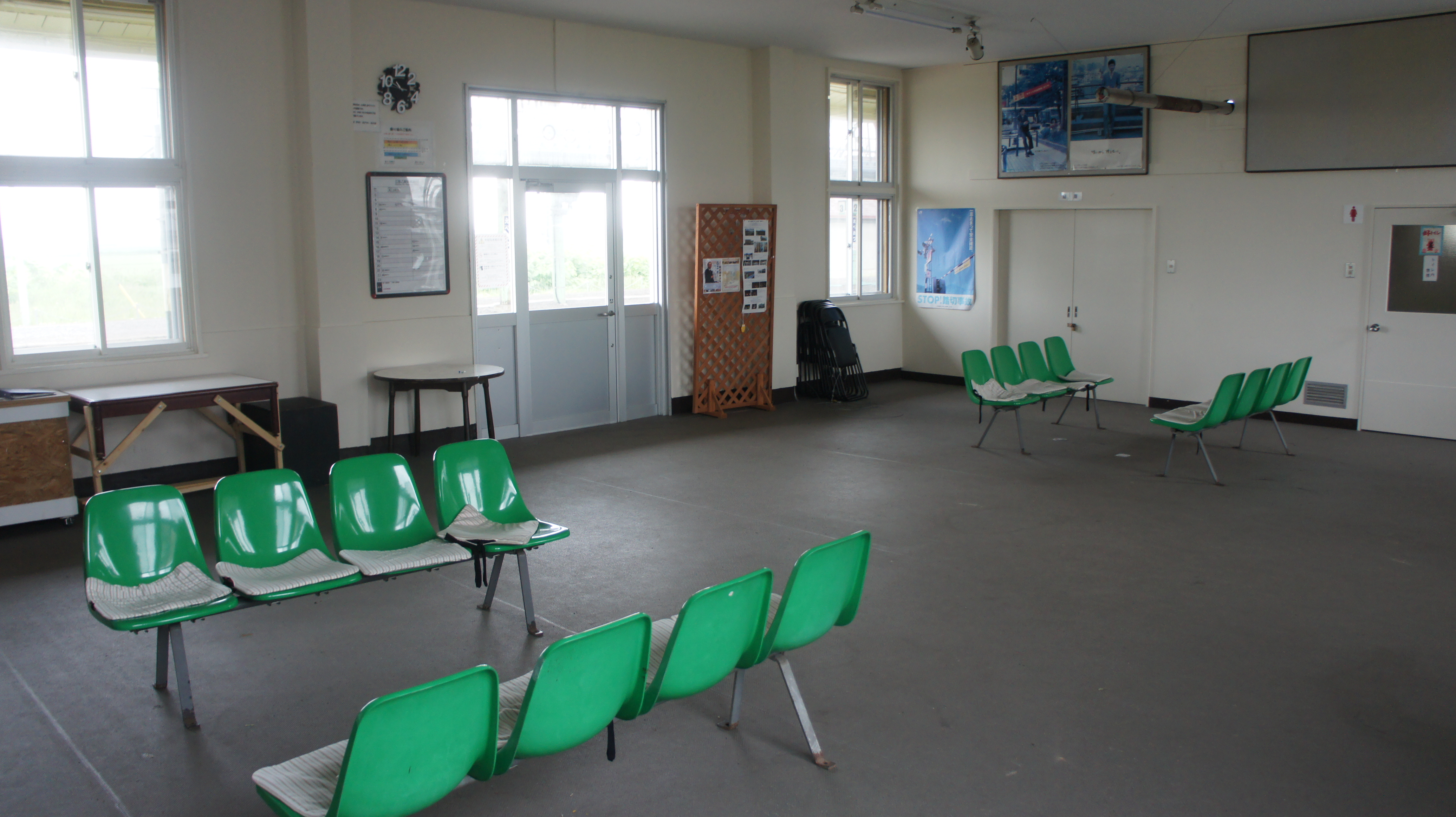
待合室（2017年7月）
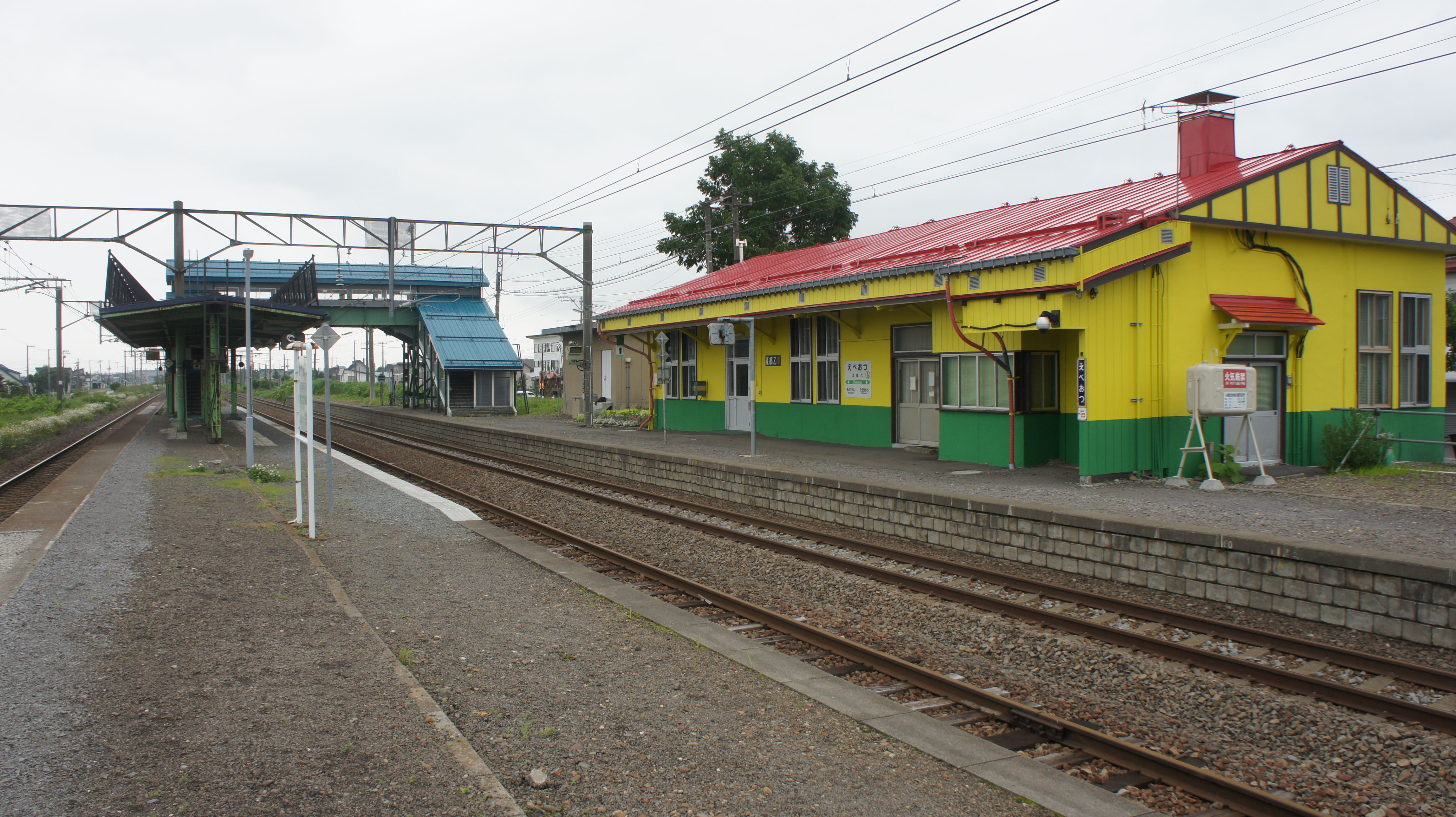
ホーム（2017年7月）
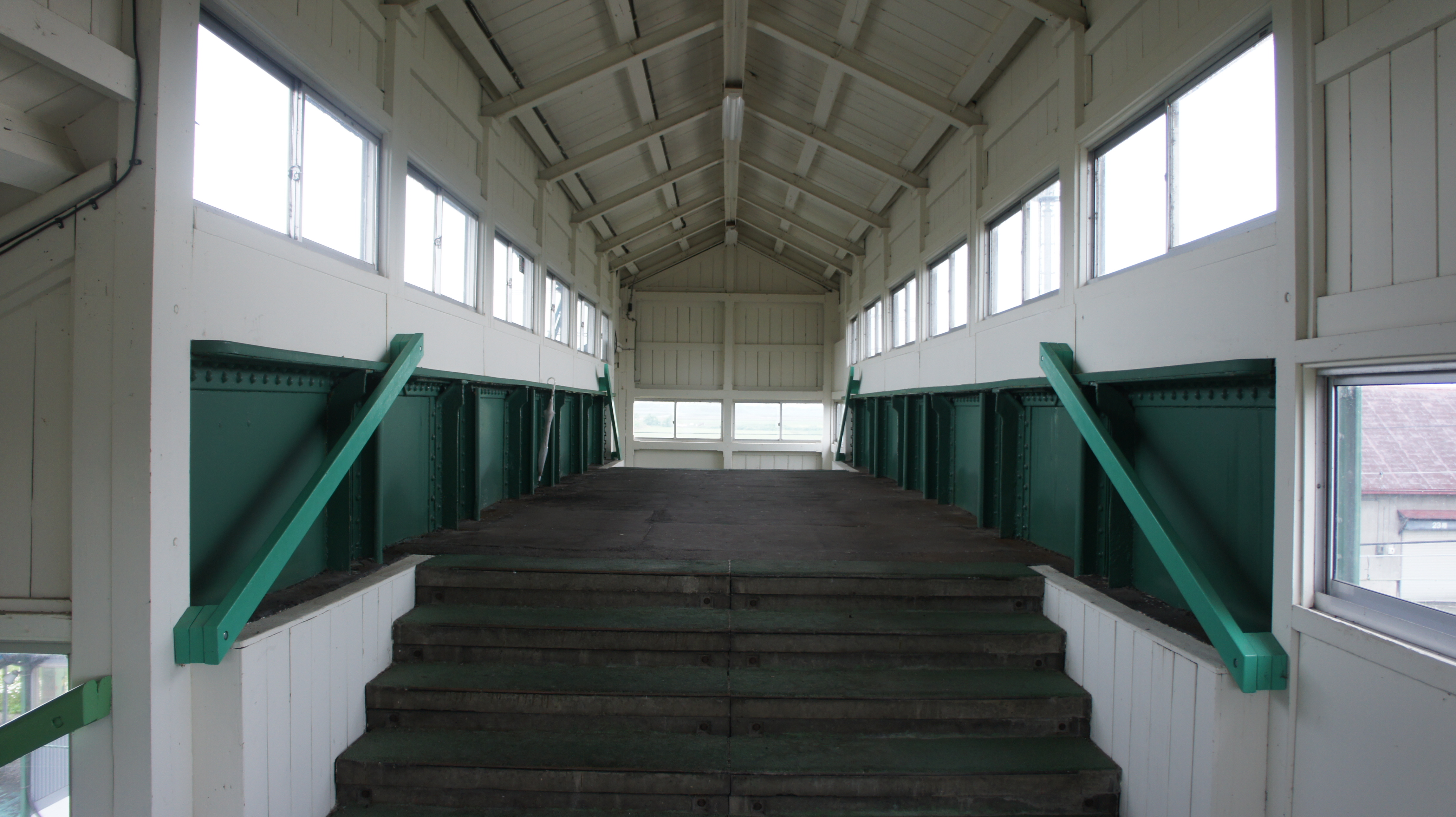
跨線橋（2017年7月）

## 利用状況
乗車人員の推移は以下のとおり。年間の値のみ判明している年については、当該年度の日数で除した値を括弧書きで1日平均欄に示す。乗降人員のみが判明している場合は、1/2した値を括弧書きで記した。
| 年度               | 乗車人員 | 乗車人員 | 出典   | 備考                |
| 年度               | 年間     | 1日平均  | 出典   | 備考                |
| ------------------ | -------- | -------- | ------ | ------------------- |
| 1935年（昭和10年） | 88,304   | 242      | [ 3 ]  |                     |
| 1955年（昭和30年） | 457,444  | 1,250    | [ 3 ]  |                     |
| 1965年（昭和40年） | 248,943  | 683      | [ 3 ]  |                     |
| 1975年（昭和50年） | 113,358  | 310      | [ 3 ]  |                     |
| 1978年（昭和53年） | 102,171  | 280      | [ 3 ]  |                     |
| 1992年（平成04年） |          | (46.0)   | [ 11 ] | 1日平均乗降客数92人 |
| 2011年（平成23年） |          | (40.0)   | [ 12 ] | 1日平均乗降客数80人 |
| 2012年（平成24年） |          | (41.0)   | [ 12 ] | 1日平均乗降客数82人 |
| 2013年（平成25年） |          | (38.0)   | [ 12 ] | 1日平均乗降客数76人 |
| 2014年（平成26年） |          | (29.0)   | [ 12 ] | 1日平均乗降客数58人 |

## 駅周辺
滝川市と合併する前の江部乙町の中心駅であったため、小さな街としての形態が整っている。駅前には温泉旅館や商店が残っており、徒歩5分の位置に江部乙市街がある。幹線道路沿いに郵便局などの金融機関や公共施設、商店街が並ぶ。路線バスも幹線道路沿いに停車する。
- 国道12号
- 北海道道323号江部乙停車場線
- 道の駅たきかわ
- 滝川市役所江部乙支所
- 滝川警察署江部乙駐在所
- 江部乙郵便局
- 北門信用金庫江部乙支店
- たきかわ農業協同組合（JAたきかわ）江部乙支店
- えべおつ温泉
- 空知中央バス「江部乙町西12丁目」停留所[13]

## 隣の駅
北海道旅客鉄道（JR北海道）
■函館本線
滝川駅 (A21) - *（深沢信号場） - 江部乙駅 (A22) - 妹背牛駅 (A23)
*打消線は廃止信号場